# Castell de Bolbait
El castell de Bolbait s'aixeca sobre el turó als peus del qual s'estén la vila de Bolbait, quedant inclòs dins de la seua trama urbana. Erigit sobre el tallat del riu Sellent al seu pas per la població, s'enfila sobre la vila històrica, des d'on realitzava les tasques de vigilància i protecció. S'hi accedeix pel carrer del Castell, que ix des de la plaça de l'Església.

## Història
El recinte va ser construït sobre una primitiva fortalesa islàmica en el segle xvi per família Pardo de la Casta, senyors del lloc, convertint-la en un castell palau que actuava com a residència i símbol de poder del senyoriu. L'any 1644 consta que el marqués de Manfredi, descendent dels Pardo de la Casta (també senyors d'Alaquàs) era el propietari del castell.
Durant la Guerra de Successió el 1705, amb l'enfrontament entre maulets i botiflers, en què rivalitzaven els partidaris de l'arxiduc Carles d'Àustria d'una banda, i per altra els de Felip V -aquí es recorden els desgraciats episodis de la batalla d'Almansa i l'incendi de la ciutat de Xàtiva-, el senyor de Bolbait, Lluís Pardo de la Casta, es va decantar pel primer, jurant respectar i defensar els Furs de València. Però com València es va rendir a Felip V el 1707, la família Pardo de la Casta va fugir a Flandes.
Els seus descendents, els Fernández de Córdoba, Lanti Della Rovere i Manfredi, van deixar abandonada l'edificació a la seua sort. Entre els anys 1875 i 1896, l'edifici va ser parcialment enderrocat, amb el propòsit d'aprofitar les seues fustes i altres materials. El 1849, Madoz esmenta el castell com a un poc derruït, i cap al 1920 Sarthou en fa una descripció en què diu que estava molt més danyat. El castell fou tret a subhasta el 1964.
Declarat Bé d'Interés Cultural, actualment l'Ajuntament de Bolbait estudia la seua recuperació i rehabilitació, havent adquirit el castell l'any 2007.

## Descripció
L'edificació ocupa una superfície de 568 m². A la part nord del recinte principal, se situen dues torrasses quadrades, una de construïda en època cristiana, fabricada amb carreus, i una altra confeccionada de tàpia i maçoneria, d'època islàmica.
A l'interior de l'edifici, es poden observar importants restes d'arquitectura gòtica tardana flamígera, així com el majestuós art assolit en guixeries al voltant de les portes, finestres i passos, que constitueixen elements decoratius d'una gran qualitat constructiva i artística, com ara restes d'una cornisa renaixentista i un fris amb venes.
Un altre element important a destacar en la decoració de l'immoble són les escales de caragol llaurades en pedra, de característiques tradicionals, així com l'escala gòtica que dona entrada a l'edifici, amb magnífics graons de llosa en tota la seua tramada, que encara hui, malgrat el pas dels anys, resta en peu.

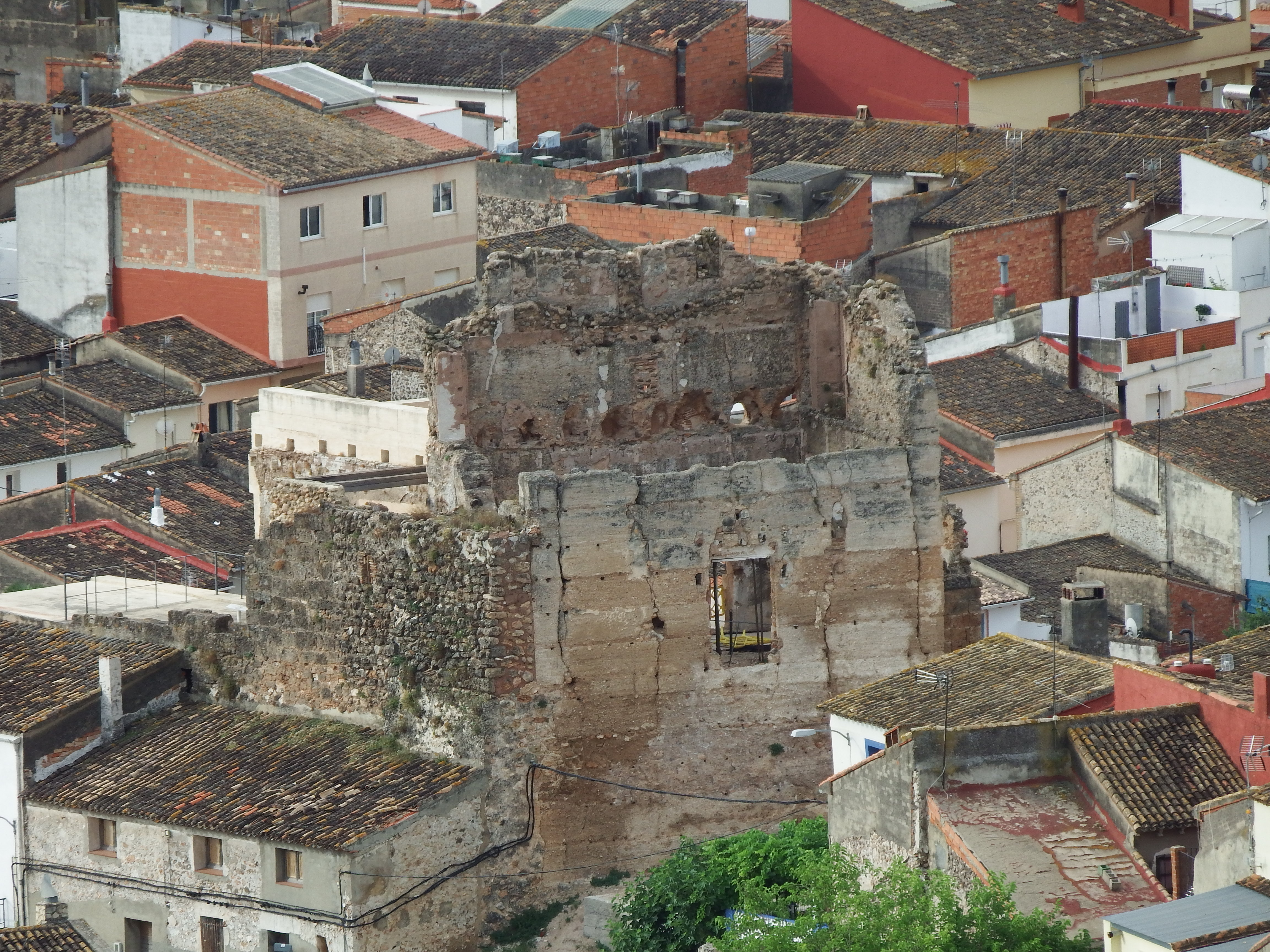
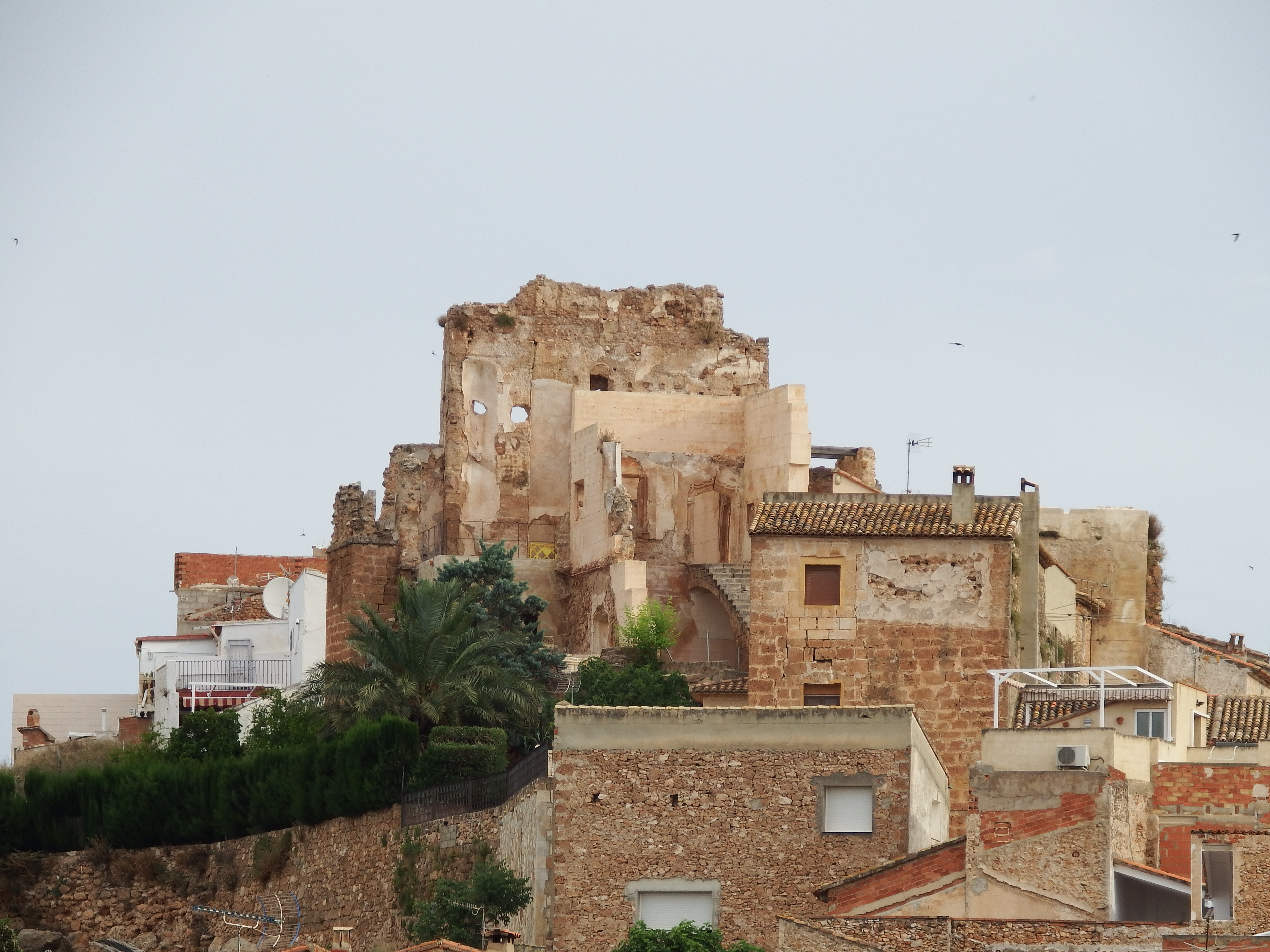
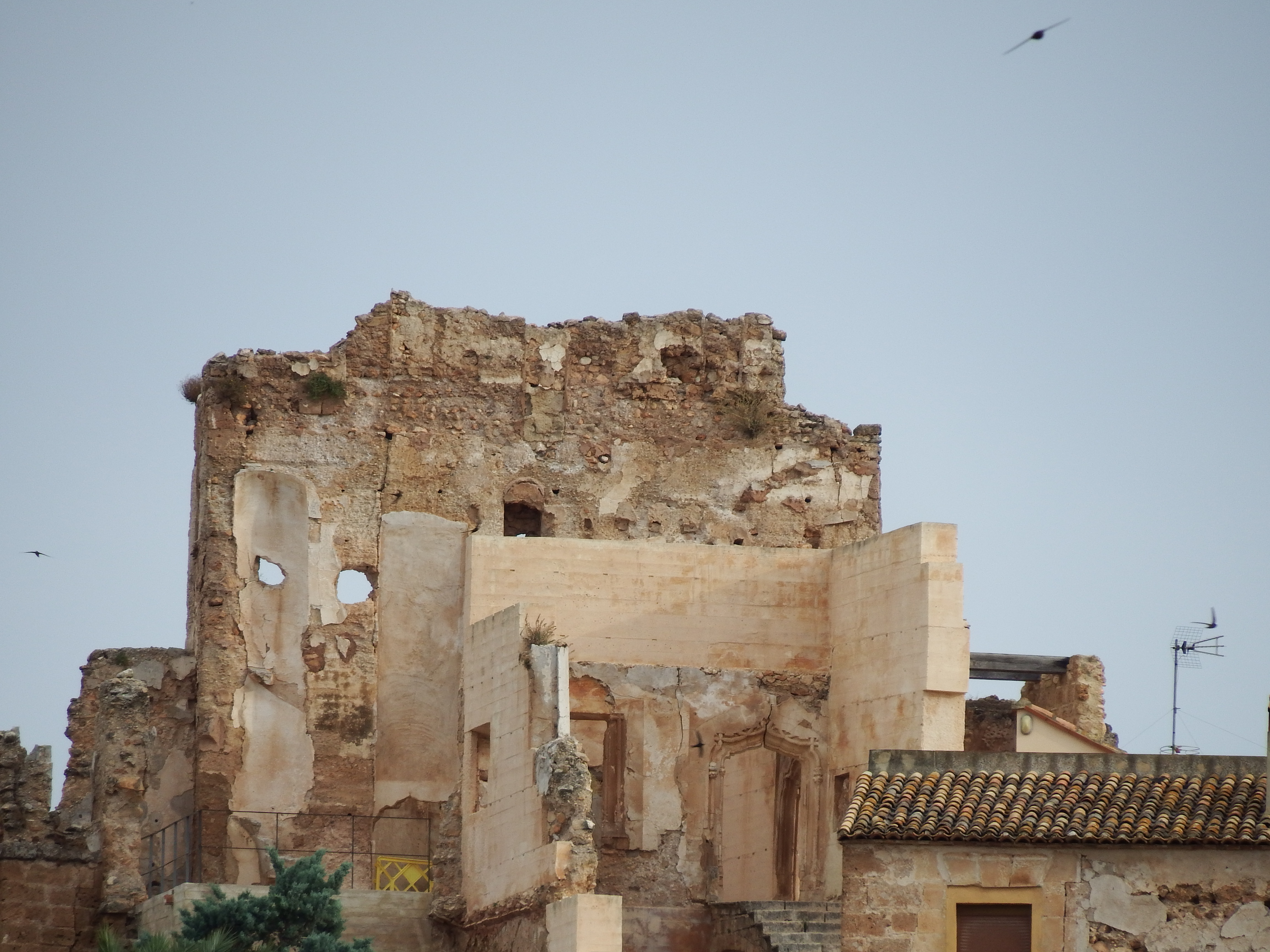
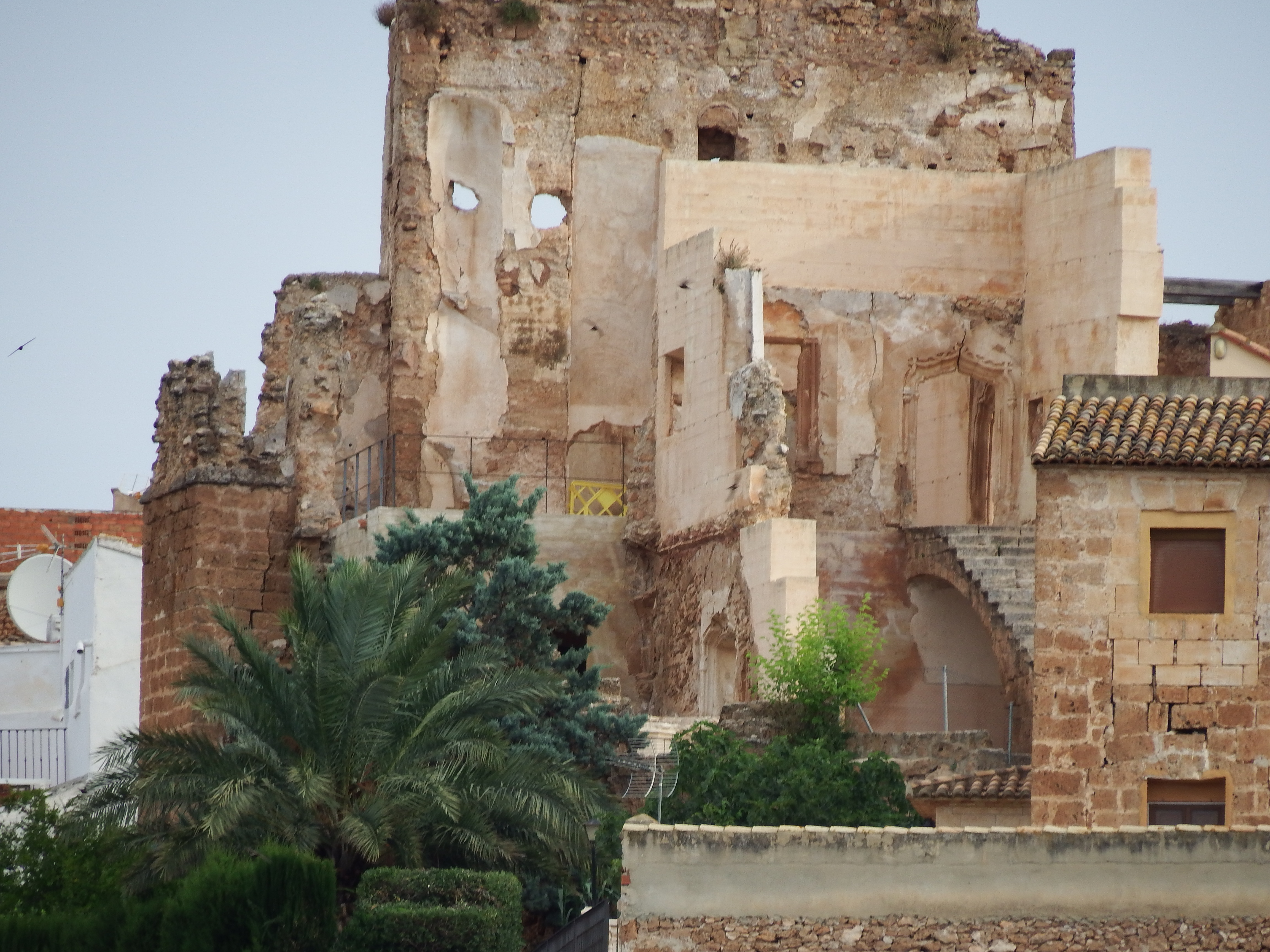

Malgrat el seu estat i el pas dels segles, la seua voluminosa i evocadora figura continua dominant la població.
A finals del segle xix, el pare Pedro Sucías relata el text relatiu al castell de Bolbait: 
| « | A la derecha de la puerta existe un ancho caminal por el que se sube hasta la casa señorial, cuya entrada está protegida por una muralla de bastante espesor con unas 30 aspilleras para armas de fuego. Entrando dentro del edificio a la parte izquierda de este y a nivel de la muralla había antiguamente una cárcel con pocas comodidades con un banco de obra para cama. A la parte izquierda hay un pozo cegado, todo de sillería sus brocales y de una pieza todos ellos. Junto a este pozo y en el piso bajo estaba la capilla u oratorio de los señores de la casa en la que no había más que un solo altar el cual ha desaparecido y frente a este había una pequeña pieza que debía ser la sacristía. Todo lo dicho ocupa el patio a su lado izquierdo entrando. Frente a la puerta principal y al lado derecho del patio está la escalera que da acceso a las habitaciones altas, la cual tiene un buen pasamanos de piedra con 20 gradas para subir de sillería hecho con el mejor gusto. En el primer piso hay varias salas o departamentos con grandes verjas de hierro y sus ventanas tienen preciosas vistas al río y a la huerta llamada de la Hoya. Se sube al segundo piso por una escalera de caracol muy angosta por la que apenas puede pasar un hombre y hay también algunas salas aunque no tan grandes y bonitas como las del piso bajo, pero sobre todo con tan buenas vistas por las ventanas grandísimas que dan al camino de Navarrés y desde la que se domina casi toda la sierra, la otra al río y las otras más pequeñas a la Hoya o huerta que son aquellas habitaciones muy preciosas y convidan a pasar largas horas disfrutando del ambiente y meditar sobre las ruinas de aquel edificio. Luego por escaleras también de caracol se sube al tercer piso, sin duda destinado para morada de la servidumbre. Este edificio lo visitamos como hacemos la reseña en 1875, cuando volvimos a verle en 1896, estaba derruido; la avaricia del hombre había entrado en él y para vender sus maderas y tejas, su dueño mandó asolar el edificio quedando en la última visita que hicimos cuatro paredones que amenazaban ruinas y que cayeron a tierra en las primeras lluvias ¡Qué castigo a estos y al viajero no poder ver el edificio que con tanto gusto hicieron los Condes de Alacuás y señores de este pueblo los Pardos de la Casta! | » |